# Pradła (gromada)
Pradła – dawna gromada, czyli najmniejsza jednostka podziału terytorialnego Polskiej Rzeczypospolitej Ludowej w latach 1954–1972.
Gromady, z gromadzkimi radami narodowymi (GRN) jako organami władzy najniższego stopnia na wsi, funkcjonowały od reformy reorganizującej administrację wiejską przeprowadzonej jesienią 1954 do momentu ich zniesienia z dniem 1 stycznia 1973, tym samym wypierając organizację gminną w latach 1954–1972.
Gromadę Pradła z siedzibą GRN w Pradłach utworzono – jako jedną z 8759 gromad na obszarze Polski – w powiecie zawierciańskim w woj. stalinogrodzkim, na mocy uchwały nr 24/54 WRN w Stalinogrodzie z dnia 5 października 1954. W skład jednostki weszły obszary dotychczasowych gromad Gołuchowice, Pradła i Siedliszkowice ze zniesionej gminy Kroczyce powiecie zawierciańskim w woj. stalinogrodzkim oraz obszar dotychczasowej gromady Trzciniec ze zniesionej gminy Żarnowiec w powiecie olkuskim w woj. krakowskim; a także oddziały leśne nr nr 1E–18E z Nadleśnictwa Rzeniszów. Dla gromady ustalono 16 członków gromadzkiej rady narodowej.
20 grudnia 1956 województwo stalinogrodzkie przemianowano (z powrotem) na katowickie.
1 stycznia 1958 do gromady Pradła włączono wieś Biała Błotna z terenami byłego folwarku Biała Błotna z gromady Bodziejowice w powiecie włoszczowskim w woj. kieleckim.
Gromada przetrwała do końca 1972 roku, czyli do kolejnej reformy gminnej.